# كأس شمال مقدونيا 2014–15
كأس شمال مقدونيا 2014–15 هو الموسم 23 من كأس مقدونيا. أقيم خلال الفترة 20 أغسطس 2014 وحتى 20 مايو 2015، وكان عدد الأندية المشاركة فيه 29، وفاز فيه نادي رابوتنيتشكي.